# Grabovo (Tomtelke)
Grabovo falu Horvátországban Vukovár-Szerém megyében. Közigazgatásilag Tomtelkéhez tartozik.

## Fekvése
Vukovártól légvonalban 9, közúton 12 km-re délkeletre, községközpontjától légvonalban 5, közúton 18 km-re északnyugatra, a Nyugat-Szerémségben fekszik. 

## Története
A település mezőgazdasági majorként és téglaégetőként keletkezett a 19. század első felében a vukovári uradalom területén, a Eltz család birtokán. A második katonai felmérés térképén „Grabovo” néven található. A településnek 1857-ben 49, 1910-ben 175 lakosa volt. Szerém vármegye Vukovári járásához tartozott. Az 1910-es népszámlálás adatai szerint lakosságának 59%-a magyar, 27%-a ruszin, 7%-a horvát, 6%-a német anyanyelvű volt. A település az első világháború után az új szerb-horvát-szlovén állam, majd később (1929-ben) Jugoszlávia része lett. 1941 és 1945 a Független Horvát Államhoz tartozott, majd a szocialista Jugoszlávia fennhatósága alá került. 1991-től a független Horvátország része. A településnek 1991-ben már nem volt állandó lakossága. Grabovón az önkormányzat területrendezési tervének értelmében üzleti és gazdasági övezetet alakítanak ki. Tervben van kisebb termelési kapacitások kiépítése a mezőgazdasági termékek termelésére és feldolgozására.
A vízrendezési program keretében a vízfolyások szabályozása, valamint a Grabovo-víztározó kiépítése a település teljes területén hamarosan befejeződik. A projektfinanszírozás elfogadása után a második szakaszban a vadászati és halászati turizmus, a zöldségtermesztés, az öntözés fejlesztése céljából további vízépítési munkálatok várhatók.

## Népessége
| Lakosság változása | Lakosság változása | Lakosság változása | Lakosság változása | Lakosság változása | Lakosság változása | Lakosság változása | Lakosság változása | Lakosság változása | Lakosság változása | Lakosság változása | Lakosság változása | Lakosság változása | Lakosság változása | Lakosság változása | Lakosság változása |
| ------------------ | ------------------ | ------------------ | ------------------ | ------------------ | ------------------ | ------------------ | ------------------ | ------------------ | ------------------ | ------------------ | ------------------ | ------------------ | ------------------ | ------------------ | ------------------ |
| 1857               | 1869               | 1880               | 1890               | 1900               | 1910               | 1921               | 1931               | 1948               | 1953               | 1961               | 1971               | 1981               | 1991               | 2001               | 2011               |
| 49                 | 233                | 241                | 197                | 116                | 175                | 218                | 184                | 130                | 279                | 236                | 240                | 9                  | 0                  | 0                  | 0                  |

(1948-ig településrészként, 1953-tól önálló településként.)